# 颐和园 (电影)
《颐和园》是一部2006年中國大陆电影，由娄烨执导，郭晓冬、郝蕾、胡伶和张献民主演。影片讲述了两名青年男女跨越十几年的的感情纠纷，其中穿插着六四事件等社会背景。本片也是中国大陆首部男女主角正面全裸出镜的电影，而早期电影如《蓝宇》（2001）、《绿帽子》（2003）、《星星相吸惜》（2004）等有男性正面全裸的镜头。
本片于2004年9月开机，2005年5月关机，拍摄时长九个月。取景地点包括北京、重庆、武汉、柏林、北戴河、图们。《颐和园》于2006年5月18日在戛纳电影节首映。电影中的政治色彩与大量的性爱场景在中国大陆受到关注，因未经中国国家广播电影电视总局批准而擅自参加戛纳电影节，本片在中国大陆被封禁，导演与制片人受到了处罚。

## 剧情
1987年初，中朝边境图们。邮递员晓军去邮局拿信件，之后来到余虹父亲开的杂货铺。余虹打开信件，发现自己被北京的“北清大学”录取。余虹在一个篮球场与晓军见面，晓军与几个打篮球的人发生争执，被打得鼻青脸肿。晚上在草丛中，余虹与晓军发生了性行为。
余虹乘火车来到了北清大学，开始了大学生活。一天，余虹结识了隔壁宿舍的女生李缇，聊天中她告诉余虹她男朋友若古在柏林留学。李缇和余虹与回国后的若古见面，并与在同一大学的周伟结识。余虹逐渐与周伟走近并与其发生性关系。两人在颐和园昆明湖泛舟，在夕阳下相依。
余虹去周伟宿舍，发现他正与一个女生一起吃饭，余虹见状离开。周伟去台球厅找余虹，余想挣脱周伟的怀抱，但最后顺从。在一次欢愉后，余虹要周伟去结扎，并称那样就不疼了。周询问缘由，余说是心理学老师告诉她的，并且她和他上过床。北清大学的学生开始去天安门，余虹几人也一同跟随。李缇与周伟在宿舍进行性行为时，被学校人员发现。余虹见到了周伟的一名舍友，他告诉她教务处已经知道了周李的事情，让她不要再去见周伟。
余虹遇到了来北京探望她的晓军，两人和衣而卧，半夜晓军悄然离去。余虹发现晓军不见，急忙到操场寻找。在操场示威过程中枪声响起，学生们开始四散。余虹的舍友冬冬找到周伟，告诉她余虹不见了。周伟急忙带领冬冬寻找余虹，但未果而返。冬冬再次找到周伟，告诉他余虹已离开。若古离开北京返回柏林，余虹与晓军则返回图们。当时恰为1989年。
1991年，余虹离开图们去往深圳。1994年，周伟与李缇到达柏林。1997年，余虹与深圳好友王波到达武汉。余虹在一间卡拉OK唱歌，之后与一个中年男性去了一间餐厅。下雨天，余虹来到中年男人家中，两人拥吻缠绵。余虹接受了其单位同事吴刚的爱意，并与之发生了性关系。余虹去医院墮胎，与吴刚提出分手，并决定去重庆。周伟也打算去重庆，在柏林的一次聚会中，李缇从高楼落下自杀身亡。周伟回到重庆后，在偶然的机会下联系上了余虹，而此时余虹已为人妻。两人见面后余虹借口去买酒而离开，周伟等了一晚上后驾车离开，而余虹在路上看到了驾车途中的周伟。

## 演员
| 演員     | 角色 | 備註 |
| 郝蕾     | 余虹 | 影片的女主角，来自吉林省位于中朝边境的小镇图们，一名就读于虚构的北清大学的年轻学生。她想要更强烈的生活，她与周伟的恋情是影片的基础。导演娄烨称在选角色时，郝蕾是唯一拒绝这个角色的女孩，正因为这一点，他才确定她是最适合这部戏的女主角。 |
| 郭晓冬   | 周伟 | 余虹的大学同学，也是其男友。他的性格不坚定，做事犹豫不决，对待感情也举棋不定。郭晓冬称第一次听娄烨讲了这个剧本后就被打动了，但等待了4个月后才确定由他出演。                                                                              |
| 胡伶     | 李缇 | 余虹在大学的好友，最后成为其情敌。 |
| 张献民   | 若古 | 李缇的男朋友，在柏林留学。 |
| 崔林     | 晓军 | 余虹在图们的男朋友。 |
| 曾美慧孜 | 冬冬 | 余虹的大学舍友。 |
| 白雪云   | 王波 | 余虹的好友。 |
| 王泷正   | 吴刚 | 余虹的同事，与她交往过。 |
| 段奕宏   |      | 与余虹结识于卡啦OK，余虹曾为他堕胎。 |

## 主题
导演娄烨称这部影片探讨的是爱情。他认为余红和周伟最美好的瞬间是在颐和园湖面上泛舟的场景，这是片名《颐和园》的含义。主演郝蕾认为“《颐和园》是一个少女的成人礼，也是娄烨他们整整一代人的青春记忆”。也有评论认为《頤和園》是一部愛情電影，卻也是一部政治電影，只是愛情濃烈明朗，政治隱晦迂迴，用愛情來掩護政治。

## 制作
2004年9月，《颐和园》在北京开机。2005年5月影片在柏林关机，拍摄历时长九个月。剧组先后辗转北京、重庆、武汉、柏林、北戴河、图们六个城市，导演娄烨从900多本拷贝中剪出了9个小时的素材，最终制作出134分钟的“征求意见版”。

## 发行
2006年5月18日，《颐和园》于法国坎城影展首映。其后陆续在加拿大、韩国、香港、新加坡、美国、日本、台湾等地上映。

### 家庭媒体
《颐和园》于2008年1月28日在法国释出二区版DVD。单碟版包括原声普通话配法文字幕的影片、制作特辑纪录片、一个有关审查的特辑、娄烨的电影笔记和剧组的传记。一区版DVD于2008年3月11日在美国释出。

## 评价
《颐和园》在多个国际电影节上映，最引人注目的是戛纳电影节，它是当年唯一参加角逐的亚洲电影，但未获得任何奖项。
这部电影的口碑还不错。有人赞赏了电影的野心及深度，但大多数人都认为电影太长了，有足足140分钟。德里克·埃利（Derek Elley)在《综艺》志上写道：“这部电影有一个半个小时是多余的”，《每日电讯报》的评论也说这部电影“有半个钟是没用的”，不过该片是“一部不成熟而又令人激动的新作品”。《卫报》也认为电影“太长了而且很啰嗦”，但同时也“很出色”。《纽约时报》的影评人A·O·斯科特评论道“尽管这部电影长达有2小时20分钟，但它就像流行音乐一样快速而有节奏地变化。法国《世界报》影评指出，从未在中国电影里看到如此大胆赤裸演出，但是陷在粘腻的抒情情调和忧伤的音乐衬景里，反叛力道跟着降低。
本片在美国发行时未评级。一些美国影评人说《颐和园》是这些年来性爱最露骨的电影之一。《纽约客》的大卫·邓比（David Denby）说他从来没有见过一部电影中有这么多的性爱情节。

### 禁令
2006年5月15日，《颐和园》送到中国国家广播电影电视总局接受审查。次日电影局转述了审片委员会的审片意见，称“画面太暗，看不清，声音也听不清楚”，从而拒绝审查。17日再度送审，同样被拒绝。但娄烨坚持以私人名义带领主演郭晓冬、郝蕾等出席电影记者会及首映礼。9月1日，娄烨因违规参赛，和该片的制片人耐安一起，被广电总局处罚5年内不得拍片。但在被禁的5年内，娄烨仍参与了两部电影的拍摄。

## 奖项
2001年，本片剧本获韩国釜山电影节青年导演计划的剧本奖。